# Indigoidina
La indigoidina es un pigmento azul alcaloidal bispiridínico aislado de Corynebacterium insidiosum, Pseudomonas indigofera, Arthrobacter atrocyaneus, Arthrobacter polychromogenes y Vogesella indigofera. Es muy insoluble en disolventes orgánicos. Es soluble en ácidos calientes concentrados. UV: [neutro]λmax605 (log ε4.33) (N-metilpirrolidina).

## Biosíntesis
La indigoidina es biosintetizada por un complejo enzimático del tipo de las polipéptido sintasas, en donde la glutamina se oxida, heterocicliza y se dimeriza

## Derivados
La N5,N5′-Didodecilindigoidina es un derivado de la indigoidina. Este pigmento fue aislado del  barohalopsicrófilo Shewanella violacea cepa DSS12. CAS 601473-30-7; fórmula molecular: C34H56N4O4; PM = 584.841; su aspecto son cristales violetas que funden a 265 °C.

## Síntesis
Dieris y colaboradores sintetizaron la indigoigina en 1979